# Piccolo (instrument)
Pour les articles homonymes, voir Piccolo.
Le piccolo (mot signifiant « petit » en italien) est un instrument de musique à vent, plus précisément un bois appartenant à la famille de la flûte traversière. Il est également appelé « petite flûte ». Il se distingue du fifre, dont il dérive, par la présence d'un clétage.
Beaucoup plus petit que la grande flûte — il fait à peu près la moitié de sa taille — il a à peu près la même étendue, sauf qu'il ne peut jouer ni le do ni le do  grave, et il sonne à l'octave supérieure. Il n'est constitué que de deux sections : la tête et le corps, et il est fait de bois (en ébène le plus souvent, mais aussi en buis), de métal (argent, maillechort), ou de résine pour les modèles d'étude. Il est devenu populaire il y a environ 200 ans.
Il est d'usage d'écrire les parties de piccolo à l'octave inférieure, afin de conserver une correspondance doigtés/sons écrits identique à celle de la grande flûte. Le piccolo en ut n'est toutefois pas qualifié d'instrument transpositeur, car ce changement d'octave n'entraîne pas de transposition de tonalité. Ce n'est pas le cas pour le piccolo en ré  : les sons produits sont, pour ce dernier, plus aigus d'une octave et un demi-ton diatonique que les sons écrits.
C'est l'instrument le plus aigu de l'orchestre symphonique, et son timbre, particulièrement pénétrant, le rend bien audible au-dessus d'un tutti.
Apparu vers la fin du XVIIe siècle, il est introduit dans la musique lyrique par Gluck. Le terme flauto piccolo (« petite flûte » en italien) est toutefois antérieur : pendant l'époque baroque et jusqu'à celle de Mozart, il désigne la flûte à bec soprano ou le petit flageolet.
Autrefois le piccolo jouait essentiellement le rôle de « colorant » orchestral : il était surtout utilisé pour doubler la grande flûte à l'octave supérieure, pour augmenter l'éclat orchestral. Mais depuis Beethoven (par ex. dans la Symphonie pastorale), il peut avoir un rôle indépendant.
Le piccolo est utilisé en conjonction avec les tambours par les cliques traditionnelles du Carnaval de Bâle, en Suisse.
Ron McCroby, un siffleur de jazz de la fin du XXe siècle, nomme sa technique le « Puccolo », néologisme composé de l'anglais « pucker whistling » pouvant se traduire par sifflement par pincement des lèvres et Piccolo. Ceci en raison de la ressemblance entre son sifflement et le son produit par l'instrument.

## Galerie

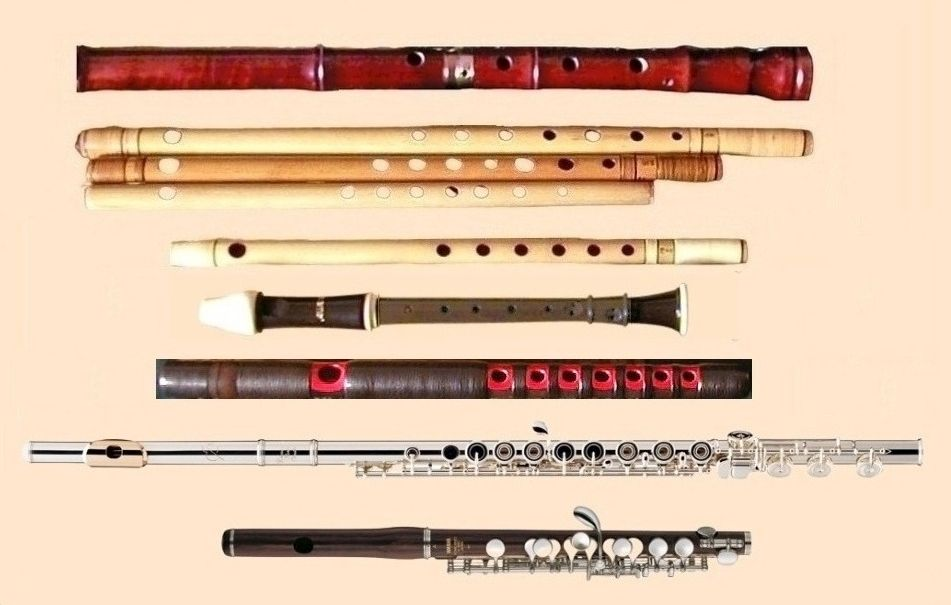
Ensemble de flûtes, le piccolo est la plus petite.
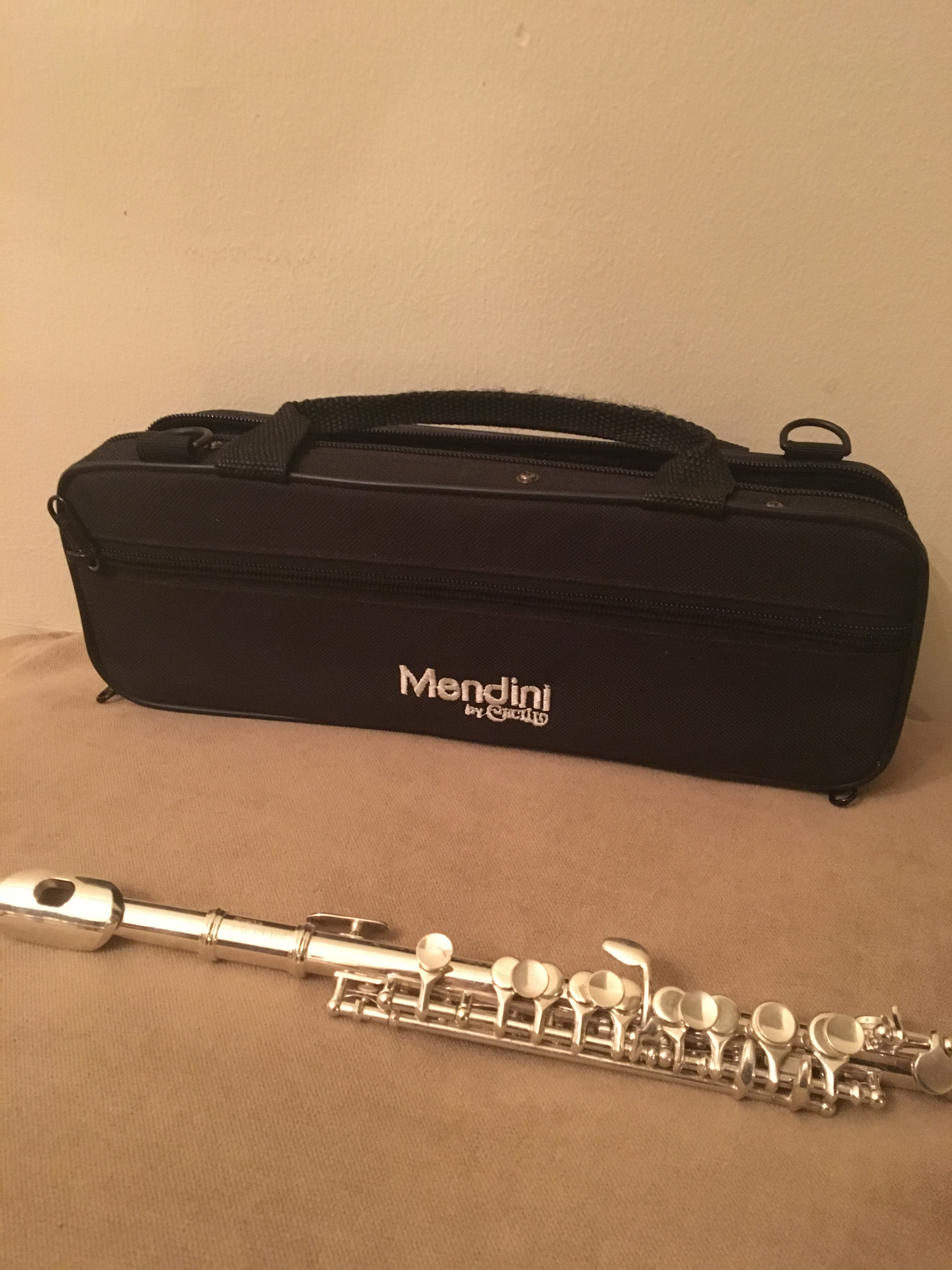
Piccolo Mendini.
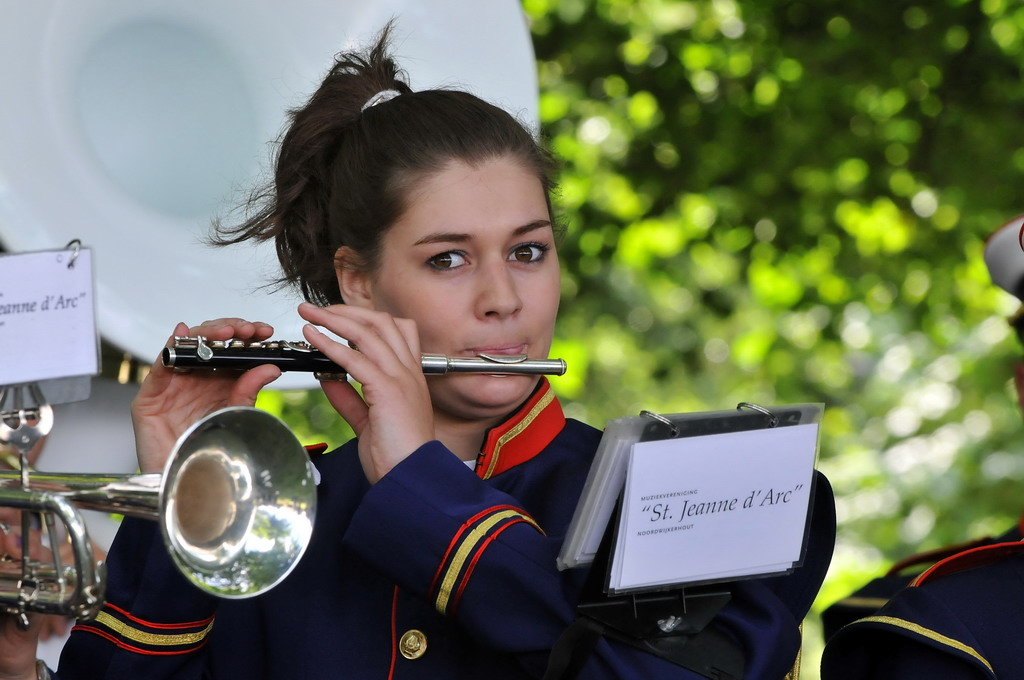
Joueuse de piccolo dans une fanfare néerlandaise.
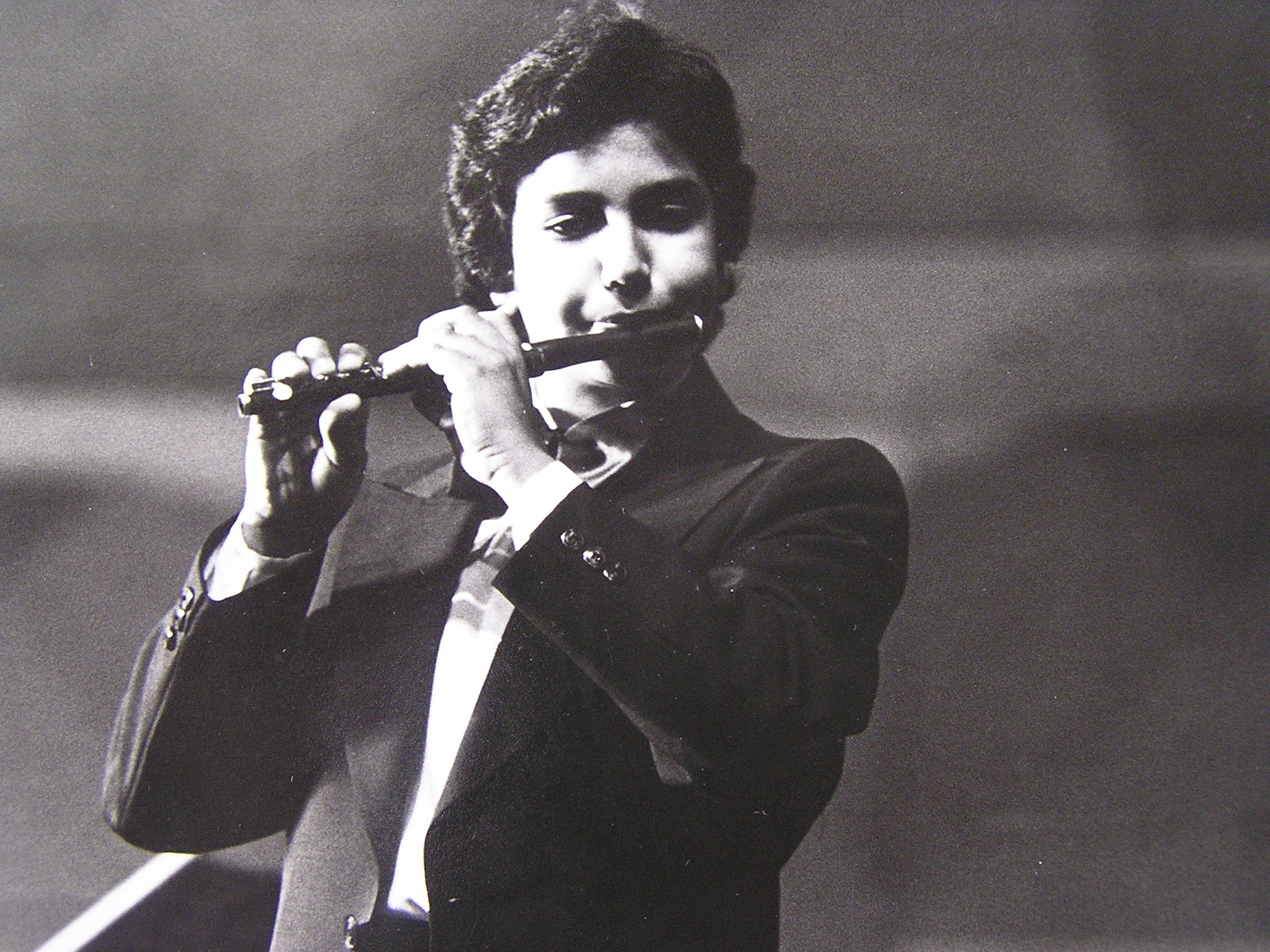
Interprétation de Vivaldi au piccolo par l'Orchestre symphonique d'Aragua (Vénézuéla).
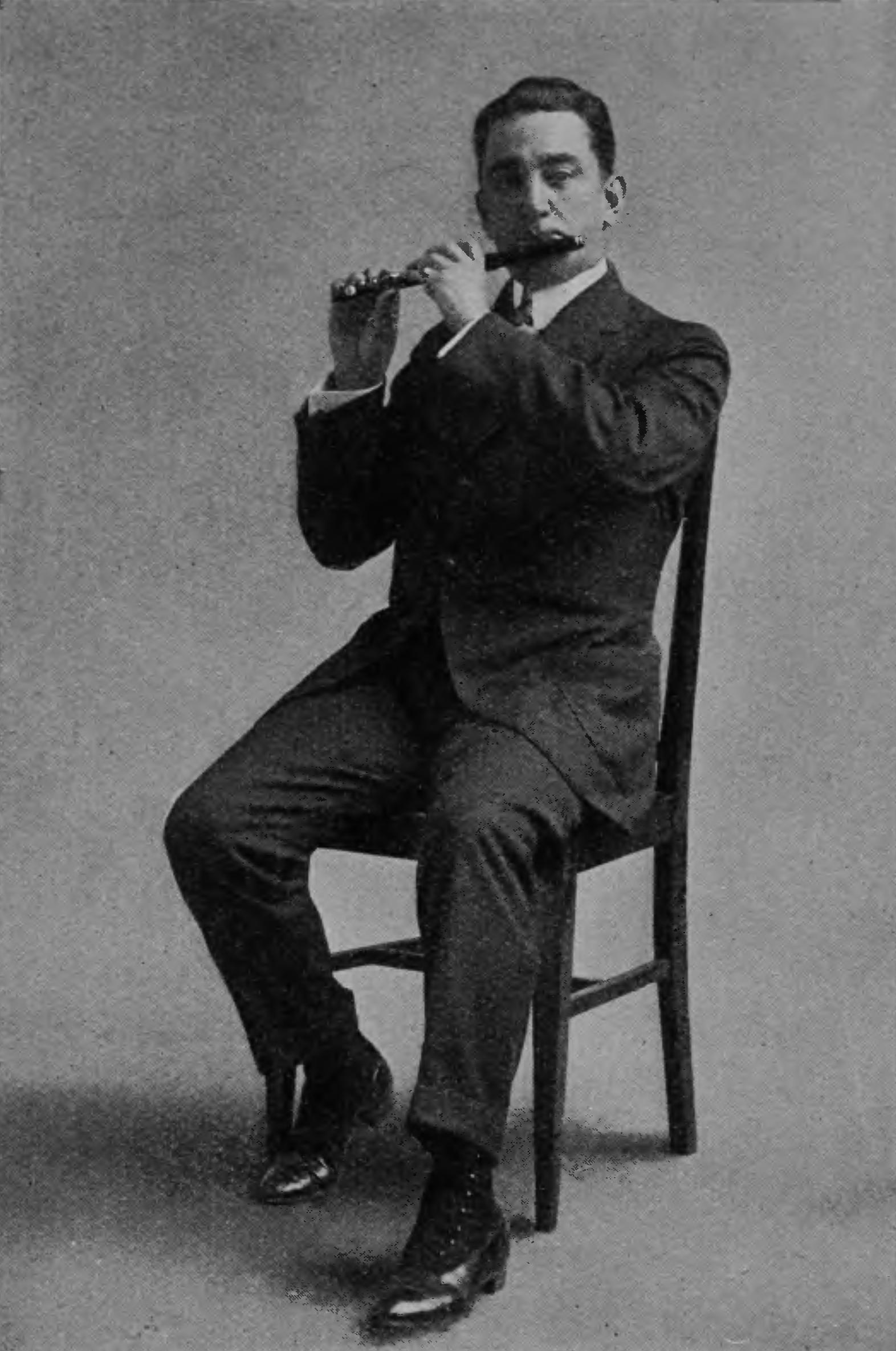
Ernest F Wagner du New York Philharmonic Orchestra.